# Albert Lortzing
Albert Lortzing (Berlin, 23. listopada 1801. – Berlin, 21. siječnja 1851.), njemački skladatelj.
Bio je glumac, operni pjevač (tenor buffo) i dirigent. Izgradio je tip njemačke bidermajerske građanske komične opere (Spieloper) djelima "Dva strijelca", "Car i tesar", "Zvjerokradica", "Oružar" i dr. Skladao je i romanitičke operne priče ("Undine"), te orkestralnu, vokalnu i scensku glazbu.